# Concentratiekamp Hoeryong
Kamp 22 is een concentratiekamp in Noord-Korea voor politieke tegenstanders. De gevangenen die hier verblijven zijn familie van degenen die verdacht worden van staatsvijandelijke activiteiten.
Kamp 22 staat bekend als Kwan-li-so No.22 Haengyong, waarbij Kwan-li-so staat voor onderwijs. Het kamp is gesitueerd in het noordoosten van Noord-Korea, vlak bij de grens met Rusland en China op ongeveer 20 km van Hoeryŏng. Op geen enkele beschikbare kaart draagt het kamp een naam. Het kamp wordt omringd door de volgende dorpen: Wŏn-dong, Ssŏgŭndari, Kulsal-li, Haengyŏng-ni, met het hoofdbureau van het kamp, Naksaeng-ni en Chungch’u-dong.

## Overzicht
Het kamp wordt door ongeveer 50.000 gevangenen bevolkt. De meeste gevangenen werden in het kamp opgesloten, omdat een van hun familieleden kritiek uitte op de Koreaanse Arbeiderspartij of op haar secretaris-generaal. Analyse van satellietfoto's suggereert dat om het kamp een omheining staat en dat het kamp een gebied beslaat van meer dan 100 km². Behuizing is gebundeld in redelijk kleine groepen. De reden hiervoor is onduidelijk, maar het wordt waarschijnlijk gedaan om rebellie tegen te gaan.

## Schending van mensenrechten
Er zijn in het verleden verscheidene meldingen geweest van het schenden van de rechten van de mens in kamp nr. 22. Er zijn zelfs meldingen geweest van chemische proeven op mensen waarbij gebruik wordt gemaakt van een glazen gaskamer. Een aantal van deze meldingen worden toegeschreven aan een voormalig kampleider genaamd Kwon Hyok.